# Ioannis II Mavrocordatos
Juan II Mavrocordato (en griego Ioannis Mavrocordatos; en rumano Ioan Mavrocordat) (Estambul, Imperio otomano, 12 de marzo de 1712-Estambul, Imperio otomano], 29 de julio de 1757) fue un príncipe fanariota y Hospodar de Moldavia entre julio de 1743 y mayo de 1747.
Era el hijo más joven del príncipe Nikólaos Mavrocordatos y de Pulchéria Tzouki. Nikólaos contrajo matrimonio en dos oportunidades, primero con María Giuliano y luego con Sultana Manos. Tuvo un hijo de su segundo matrimonio:
- Aléxandros II Mavrocordatos (1754-1819), Hospodar de Moldavia entre 1785 y 1786.